# Robert Howe
Robert Neville Howe, född 3 augusti 1925 i Sydney, New South Wales, Australien, död 30 november 2004 i Santa Ana, Kalifornien i USA, var en australisk tennisspelare med störst framgångar som mixed dubbelspelare kring 1960.  
Robert Howe var en framgångsrik dubbelspelare med den ovanliga meriten i Grand Slam (GS)-sammanhang att enbart vinna titlar i mixed dubbel. Under karriären vann han sålunda fyra GS-titlar i mixed dubbel och nådde dessutom final ytterligare åtta gånger (tre gånger i dubbel och fem gånger i mixed dubbel). Han vann mixed dubbeltitlarna i tre av de fyra GS-turneringarna men aldrig i Amerikanska mästerskapen, trots en final i det senare mästerskapet. Därmed lyckades han inte, trots sina stora framgångar, att ta en "karriär Grand Slam" i mixed dubbel.
Howe och Lorraine Coghlan blev det första australiska spelarpar som vann mixed dubbel-titeln i Wimbledonmästerskapen då de nådde final i 1958 års turnering och där besegrade paret Kurt Nielsen/Althea Gibson (6-3, 13-11). Samma år vann han också mixed dubbel-titeln i Australiska mästerskapen tillsammans med Mary Bevis Hawton. Vid två tillfällen, 1960 och 1962, vann han mixed dubbel-titeln i Franska mästerskapen. Sin första titel vann han tillsammans med brasilianskan Maria Bueno genom finalseger över Roy Emerson/Ann Haydon Jones (1-6, 6-1, 6-2). Andra gången spelade han tillsammans med sydafrikanskan Renée Schuurman och besegrade i finalen Fred Stolle/Lesley Turner Bowrey (3-6, 6-4, 6-4).

## Grand Slam-titlar
- Australiska mästerskapen
  - Mixed dubbel - 1958
- Franska mästerskapen
  - Mixed dubbel - 1960, 1962
- Wimbledonmästerskapen
  - Mixed dubbel - 1958